# أزرق منتصف الليل

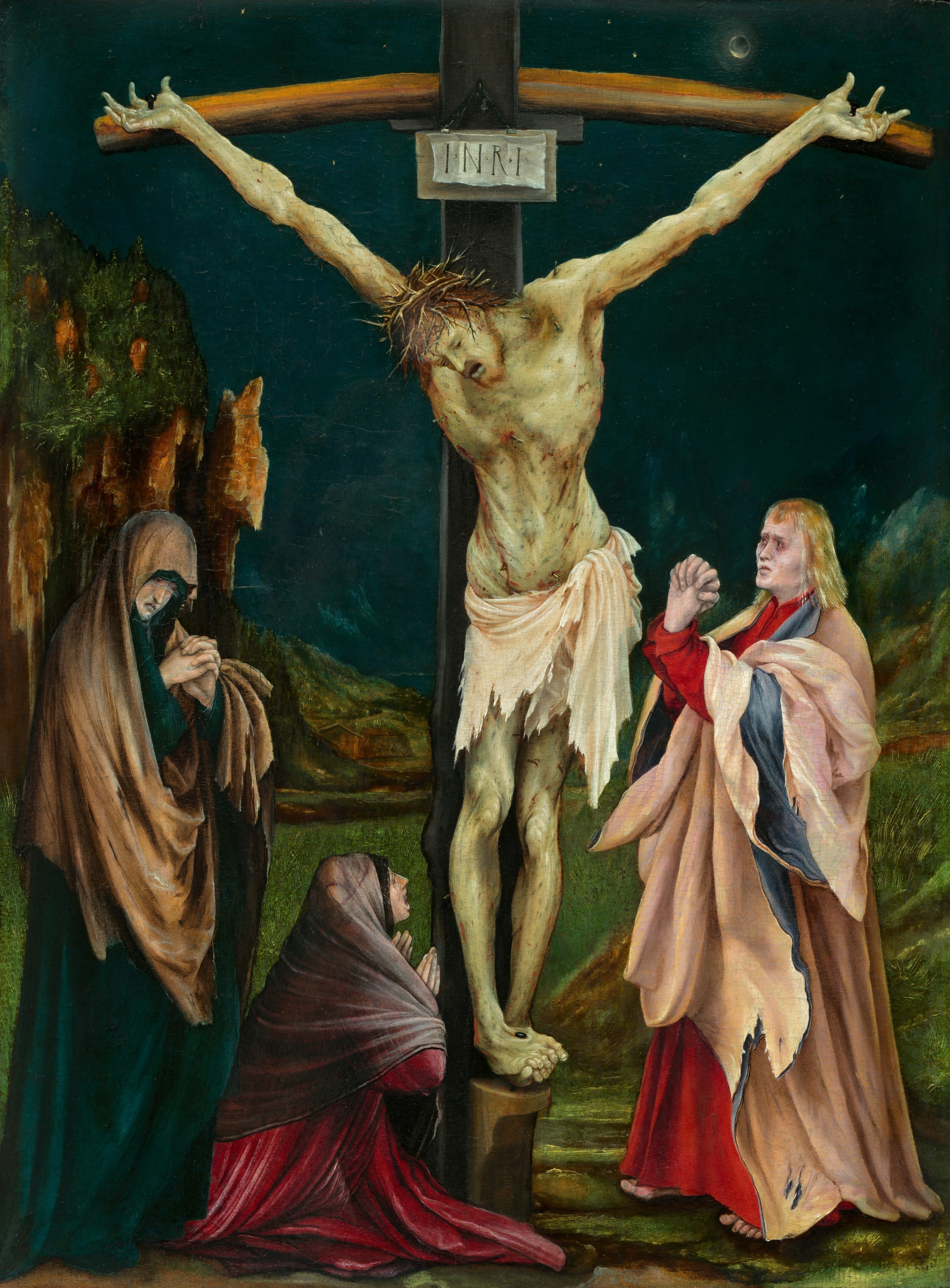
لوحة الصلب لماتياس غرونفالدمن سنة 1515 وتظهر استخدام الأزرق الليلي

الأزرق الليلي أو أزرق منتصف الليل هو تدرج داكن من اللون الأزرق ويأتي أسمه نظراً لتشابه اللون مع لون السماء في ليلة مقمرة أو الليالي القريبة من ليلة اكتمال القمر. ويمكن أعتبار الأزرق الليلي كدرجة داكنة من اللون النيلي. يمكن تمييز الأزرق الليلي كلون أزرق بالعين في ضوء الشمس أو تحت ضوء كامل الطيف، ولكن يمكن أن يظهر كلون أسود تحت الضوء ذو الأطياف الأكثر محدودية مثل ذلك المتولد من الإضاءة الاصطناعية (خاصة الفوانيس المتوهجة في أوائل القرن العشرين). وهو مشابه للون الكحلي (أزرق سلاح البحرية) والذي هو أيضا درجة من الأزرق الداكن.